# William Cordell
Sir William Cordell, né vers 1522 à Edmonton dans le Middlesex et mort à Londres le 17 mai 1581,, est un juge et homme politique anglais de l'époque Tudor.

## Biographie
Issu de Lincoln's Inn, il s'avère être un barrister (avocat) « de qualité exceptionnelle ». Il est élu député de Launceston à la Chambre des communes du Parlement d'Angleterre en 1545. Il siège pour la circonscription de Steyning au parlement de mars 1553. Le 30 septembre de cette même année, la nouvelle reine Marie Ire le nomme Avocat général pour l'Angleterre et le pays de Galles, ce qui lui permet de siéger ex officio à la Chambre des lords. En 1554 il acquiert un ancien monastère à Long Melford et le fait développer en manoir, Melford Hall. En 1555 il est l'un des fondateurs de la Compagnie de Moscovie, qui obtient le monopole du commerce entre l'Angleterre et la Russie. Il demeure Avocat général jusqu'en novembre 1557, lorsqu'il devient Master of the Rolls, le juge qui préside la section civile de la Cour d'appel. En décembre de cette même année, Marie le nomme membre de son Conseil privé,. 

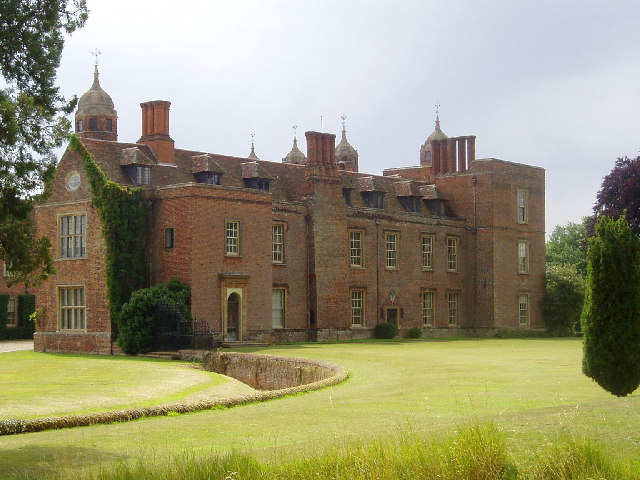
Melford Hall, dans le Suffolk.

Député du Suffolk au parlement convoqué pour janvier 1558, il est élu président de la Chambre des communes par ses pairs, et est fait chevalier par la reine à cette occasion. Élisabeth Ire, qui accède au trône en novembre, nomme un Conseil privé plus restreint, dont William Cordell n'est pas membre. Il demeure toutefois Master of the Rolls jusqu'à sa mort, et siège comme député du Middlesex au parlement de 1563, puis de la Cité de Westminster à celui de 1571. En 1578 il reçoit la reine en grande pompe à son manoir de Melford Hall. Ses quatre enfants étant morts avant lui, il lègue ses biens à son épouse, son testament prévoyant aussi des dons aux pauvres, « dont ceux à l'hôpital qu'il a fondé à Long Melford ». Il meurt en mai 1581 à sa maison de fonction de Master of the Rolls à Chancery Lane à Londres, et est inhumé à Long Melford,. 